# Desa Pucuk (administrativ by i Indonesien, lat -7,33, long 112,45)
Desa Pucuk är en administrativ by i Indonesien.   Den ligger i provinsen Jawa Timur, i den västra delen av landet, 600 km öster om huvudstaden Jakarta.